# Torżok
Torżok (ros. Торжок) – miasto w Rosji, w obwodzie twerskim, nad Twercą (dopływ Wołgi). Około 49 tys. mieszkańców.
W mieście znajduje się prawosławny męski monaster Świętych Borysa i Gleba, trzeci klasztor założony na ziemiach ruskich (w 1038).
W mieście rozwinął się przemysł maszynowy, taboru kolejowego, skórzano-obuwniczy oraz chemiczny.

## Przynależność państwowa
- 1139–1169 – Republika Nowogrodzka (lenno Wielkiego Księstwa Kijowskiego)
- 1169–1389 – Republika Nowogrodzka (lenno Wielkiego Księstwa Włodzimierskiego)
- 1389–1392 – Republika Nowogrodzka (lenno Korony Królestwa Polskiego)
- 1392–1407 – Republika Nowogrodzka
- 1407–1412 – Republika Nowogrodzka (lenno Korony Królestwa Polskiego)
- 1412–1478 – Republika Nowogrodzka
- 1478–1480 – Wielkie Księstwo Moskiewskie (lenno Złotej Ordy)
- 1480–1547 – Wielkie Księstwo Moskiewskie
- 1547–1721 –  Carstwo Rosyjskie
- 1721–1917 –  Imperium Rosyjskie
- 1917 –  Republika Rosyjska
- 1917–1922 –  Rosyjska FSRR
- 1922–1991 –  ZSRR
- od 1991 –  Federacja Rosyjska

## Nauka i oświata
W mieście znajduje się filia Twerskiego Państwowego Uniwersytetu Technicznego.

## Linki zewnętrzne

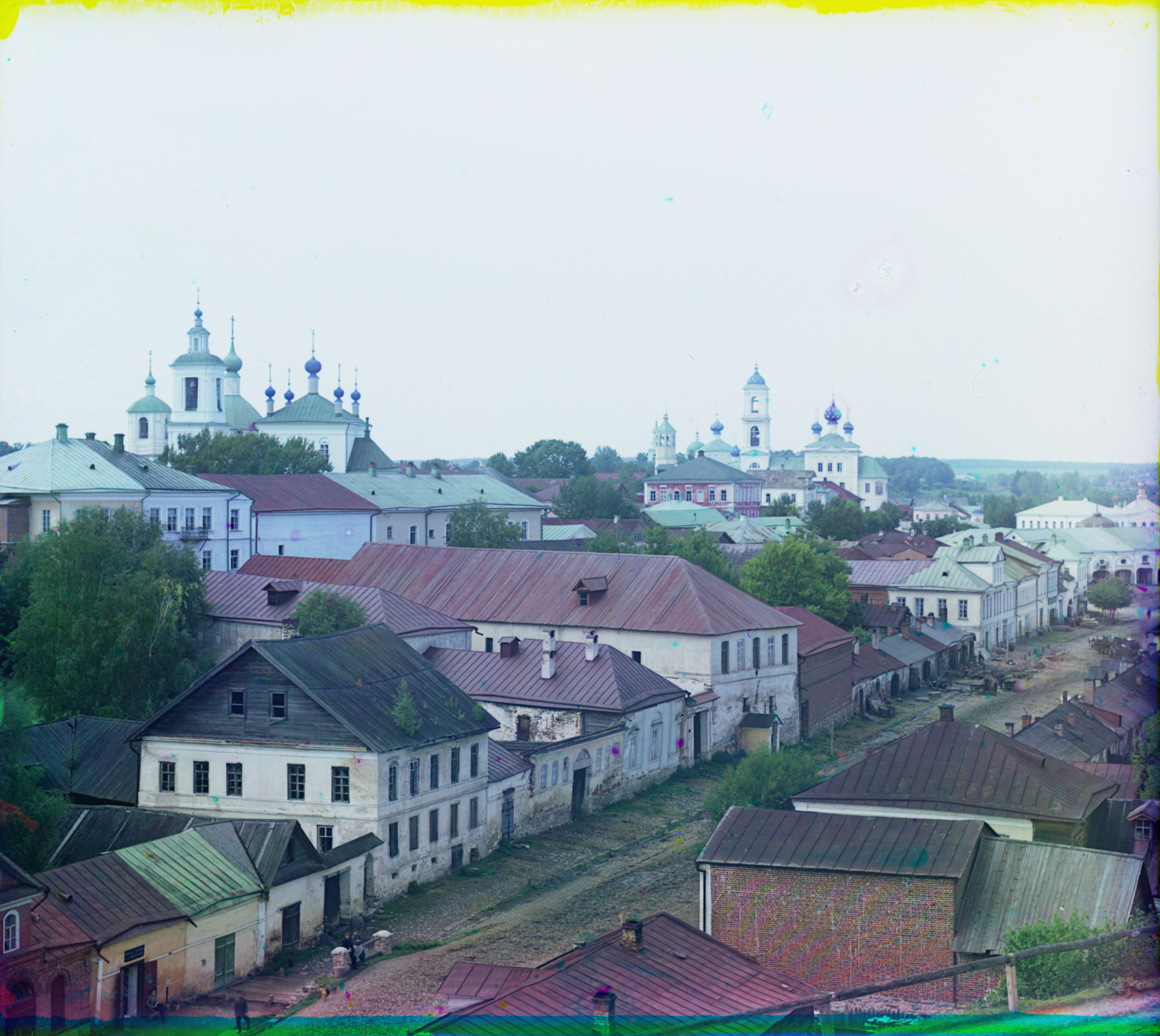
Torżok na początku XX wieku.